# Johannes Verheyen
Johannes "Jan" Verheijen, né le 30 novembre 1896 à La Haye et mort le 29 avril 1973, est un haltérophile néerlandais.

## Biographie
Ses frères Dominicus et Hendrik participent également aux Jeux olympiques de 1928, mais Johannes est le seul a ramené une médaille.

## Palmarès

### Jeux olympiques
- Médaille de bronze aux Jeux de 1928 à Amsterdam (Pays-Bas)[1]